# Équipe cycliste Jittery Joe's
L'équipe cycliste The Jittery Joe's est une ancienne équipe cycliste américaine participant aux circuits continentaux de cyclisme et en particulier l'UCI America Tour.
À la fin l'année 2008, l'équipe est dissoute. Néanmoins l'équipe parvient à repartir en catégorie espoirs pour la saison 2009.

## Saison 2008

### Effectif
| Cycliste          | Date de naissance | Nationalité | Équipe 2007 |
| ----------------- | ----------------- | ----------- | ----------- |
| Jared Barrilleaux | 26.03.1985        | États-Unis  | Néo-pro     |
| Jonathan Cantwell | 08.01.1982        | Australie   | Néo-pro     |
| Evan Elken        | 17.02.1977        | États-Unis  |             |
| Chad Hartley      | 20.06.1981        | États-Unis  | BMC Racing  |
| Timothy Henry     | 16.08.1982        | États-Unis  |             |
| Ben Kneller       | 03.05.1984        | États-Unis  | Néo-pro     |
| Neil Shirley      | 19.10.1978        | États-Unis  |             |
| Matthew Shriver   | 26.05.1980        | États-Unis  |             |
| Cody Stevenson    | 08.06.1980        | Australie   |             |
| Ryan Sullivan     | 28.11.1984        | Australie   | Néo-pro     |
| Trent Wilson      | 18.11.1978        | Australie   |             |

### Victoire
| Date       | Course                      | Pays   | Classe | Vainqueur  |
| ---------- | --------------------------- | ------ | ------ | ---------- |
| 13/06/2008 | 4eb étape du Tour de Beauce | Canada | 2.2    | Evan Elken |